# Friedrich Manglkammer
Friedrich Manglkammer (* 13. Juli 1878 in Regensburg; † 19. Juni 1957 in München) war ein deutscher Verwaltungsjurist und Senatspräsident beim Oberlandesgericht München.

## Leben
Nach  dem Abitur am Albertus-Magnus-Gymnasium Regensburg studierte Friedrich Manglkammer Rechtswissenschaften an der Ludwig-Maximilians-Universität München, machte am 2. Juli 1901 seine erste juristische Staatsprüfung und leistete den dreijährigen Vorbereitungsdienst (Referendariat), der ihn zum Amts- und Landgericht Regensburg, Bezirksamt Stadtamhof und in ein Rechtsanwaltsbüro führte. Im Dezember 1904 folgte das Große juristische Staatsexamen (Note I 39/40). Zunächst für kurze Zeit im Amtsgericht Regensburg beschäftigt, kam im Juni 1905 die Anstellung als Hilfsarbeiter im Staatsministerium der Justiz. Im Jahr darauf wurde er II. Staatsanwalt beim Landgericht Nürnberg, zum Jahresbeginn 1908 Amtsrichter beim Amtsgericht München II und zum 1. August 1913 II. Staatsanwalt beim Landgericht München II. Er kehrte ins Justizministerium zurück und wurde zum 1. November 1919 Regierungsrat, 1920 Oberregierungsrat und im Oktober 1923 Ministerialrat. Vom 1. Januar 1933 
bis zum 31. März 1935 war er Generalstaatsanwalt beim Bayerischen Obersten Landesgericht. Zum 1. April 1935 wurde er zum Senatspräsidenten am Oberlandesgericht München ernannt. In diesem Amt blieb er bis zum 30. November 1945, als er in die Verwaltung des Oberlandesgerichts ging. Zum  1. August 1946 wurde er auf Antrag in den Ruhestand verabschiedet. 
Er war der Schwager und Konphilister des Hans Ritter von Lex. Seit dem Studium waren beide Mitglied der Studentenverbindung Akademischer Gesangverein München im SV.